# 기태
기태(본명: 김기태, 1992년 5월 31일~)은 대한민국의 순순희 멤버이자 2023년 솔로 앨범 "그대가 내 안에 박혔다(그내박)"으로 데뷔했다.
기태는 가수 활동과 동시에 음반제작자, 음반마케터로 유능한 인재이자 현재까지도 다각면에서 왕성한 활동을 하고있다.

## 학력
- 부산예술대학교 실용음악과 전문학사 (졸업)

## 앨범
- 2024년 《첫사랑이 떠나간다》
- 2023년 《너라는 걸(Feat. 하림)》
- 2023년 《시간 참 빠르다》
- 2023년 《여름아 부탁해(2023)》
- 2023년 《니 사진만 쳐다보는 일》
- 2023년 《SBS 꽃선비 열애사OST 하지못한 말》
- 2023년 《차가 있어도》
- 2023년 《그대가 내 안에 박혔다(그내박)》
- 2022년 《츤데레》
- 2022년 《살기 위해서》
- 2021년 《해운대》
- 2021년 《큰일이다》
- 2021년 《전부 다 주지말걸》
- 2020년 《불공평》
- 2020년 《서면역에서》
- 2019년 《광안대교》
- 2019년 《그런거 있잖아》
- 2018년 《참 많이 사랑했다》
- 2018년 《많이 아파》
- 2018년 《모두 잠든 그 시간, 널 생각한다》

## 음반제작
- 2023년 가수 신예영 《마지막 사랑》
- 2023년 가수 한상준 《작사작곡고백(Feat. 순순희 지환)》
- 2023년 가수 제이세라 《사랑의 바보》
- 2023년 가수 빅마마(이영현) 《사랑을 외치다》
- 2023년 가수 아샤트리 《애원》
- 2023년 가수 정동하 《여자는 말 못하고, 남자는 모르는 것들》
- 2023년 가수 한동근 《그래도 사랑합니다》
- 2023년 가수 솔지 《반지하나》
- 2023년 가수 순순희(지환) 《슬픈 초대장》
- 2024년 가수 송하예 《그 날 이후》